# Froot (album)
| Recensione           | Giudizio   |
| -------------------- | ---------- |
| AllMusic             |            |
| The Boston Globe     | Intermedio |
| Digital Spy          |            |
| DIY                  |            |
| Entertainment Weekly | A-         |
| The Guardian         |            |
| Metacritic           | 77/100     |
| The Irish Times      |            |
| The Observer         |            |
| State                |            |
| Sunday Express       |            |
| The Line of Best Fit |            |
| OndaRock             |            |
| PopJustice           |            |
| SentireAscoltare     | 6.3/10     |

Froot è il terzo album in studio della cantante britannica Marina and the Diamonds, pubblicato il 16 marzo 2015 dalle case discografiche Neon Gold Records in Europa e Atlantic Records negli Stati Uniti.

## Il disco
Alla lavorazione dell'album figurano solo due produttori: la stessa Marina e David Kosten. Froot si allontana dallo stile decisamente elettronico di Electra Heart per riavvicinarsi a uno stile più vicino ai generi indie e new wave, presenti soprattutto nell'album di debutto della cantante, The Family Jewels.
Il primo singolo estratto dall'album è Froot, pubblicato come download digitale su iTunes l'11 novembre 2014. A detta dell'artista, è stata la canzone più lunga e stravagante che abbia mai scritto, caratterizzato da uno stile disco e new wave e da sonorità fresche. Il singolo ha ricevuto giudizi positivi dalla critica internazionale e dal pubblico e poche ore dopo la pubblicazione ha ottenuto un discreto posizionamento su iTunes (ha debuttato alla 63ª posizione in Italia, primo singolo della cantante a entrare in suddetta classifica). Il secondo singolo è Happy, diffuso il 12 dicembre. La canzone risulta essere apprezzata già dai primi minuti, tanto da posizionarsi in vetta alle classifiche digitali di alcuni Paesi. Terzo singolo estratto dall'album è Immortal, pubblicato il 1º gennaio 2015. Anch'esso, pur abbia ottenuto riscontri positivi, non è riuscito a piazzarsi in nessuna classifica ufficiale. Seguono altri due singoli: I'm a Ruin (unica canzone a entrare nella Official Singles Chart, esattamente alla posizione 169) e il doppio singolo Gold/Forget.
Nella prima settimana, Froot ha venduto globalmente 70.000 copie, di cui circa 50.000 nei soli Stati Uniti, 4.500 in Canada e 10.411 nel Regno Unito. L'album ha debuttato all'ottava posizione nella Billboard 200, la prima top ten americana della cantante, mentre in madrepatria ha ottenuto soltanto la decima posizione, ulteriore calo rispetto ai suoi due precedenti lavori discografici.
In un'intervista svoltasi ad aprile per Billboard, la cantante ha dichiarato di voler realizzare una riedizione dell'album con nuove canzoni.
Già dai primi mesi del 2013, in differenti interviste, Marina ha affermato che era a New York per lavorare a nuova musica e a nuovi testi. Durante l'estate del 2014, Marina torna dopo quasi due anni di silenzio pubblicando due "snippet" di due canzoni differenti, una delle quali era Froot. È stato proprio in questa occasione che la cantante ha ribadito il cambio di genere musicale per il nuovo album, che tendeva più a un ritorno verso quello di The Family Jewels, con influenze di Electra Heart.
Il 10 ottobre 2014 viene pubblicato l'audio ufficiale del primo singolo estratto, che prenderà vita commerciale soltanto un mese dopo, l'11 novembre. Il suo video viene pubblicato lo stesso giorno (insieme al pre-ordine dell'album) su YouTube, girato il 26 ottobre all'Eltham Palace di Londra e girato da Chino Moya e J. Scott.
Nel mese di novembre la cantante ha svelato al suo pubblico la tracklist ufficiale del suo terzo album, la copertina del primo singolo e quella di Froot. In un'e-mail inviata ai suoi fans, Marina scrive che l'album è suddiviso in sei colori distinti, ognuno dei quali rappresenta un frutto. Tutti coloro che ordineranno su iTunes l'album riceveranno un Froot of the month, ossia una canzone proveniente dall'album che sponsorizzerà quest'ultimo. La scelta dei frutti che rappresentano i froot of the month è casuale, come se si giocasse alla slot machine.
In ordine, dall'11 novembre fino alla data della pubblicazione dell'album, i Froot of the month sono:
- 11 novembre 2014: Froot (uva)
- 12 dicembre 2014: Happy (limone)
- 1º gennaio 2015: Immortal (mirtillo)
- 2 febbraio 2015: I'm a Ruin (ciliegia)
- 3 marzo 2015: Forget (mela verde)
- 4 aprile 2015: Gold (arancia)

Happy, secondo singolo estratto dall'album, viene reso disponibile per i mercati digitali australiani e neozelandesi un giorno prima della pubblicazione ufficiale. La canzone, scritta da Marina e prodotta da Kosten e dalla cantante stessa, viene caricata sul web il 12 dicembre, ricevendo ottime critiche dai suoi ascoltatori e dai critici musicali. Raggiunge la prima posizione su iTunes in molti paesi, specialmente in Scandinavia e nell'Europa dell'est. Negli Stati Uniti si colloca alla 6ª posizione dopo meno di un giorno, mentre in patria raggiunge con fatica la top 10.
Happy è una ballad influenzata da un pop sobrio ma al contempo elegante, caratterizzata inoltre da un testo ricco di sensibilità.
Il 2015 si apre con il terzo "Froot del mese", ovvero Immortal, che riscuote un ottimo giudizio della critica (il sito britannico PopCrush ne elogia il testo e la musica "pop-dark", mentre Billboard lo recensisce con 3,5 stelle su 5, lodando il video stile Lana Del Rey). La canzone, che tratta di temi esistenziali come la morte e l'approccio che si ha con essa, nasce dopo un memoriale di guerra, al quale la Diamandis ha partecipato, che si è svolto in Polonia. «Dobbiamo mantenere viva la memoria delle persone buone che nella loro vita hanno dovuto affrontare esperienze dolorose», scrive la cantante sotto il testo della canzone, riassumendo il concetto di quest'ultima. Verso la metà di gennaio, Marina realizza una serie di esibizioni live negli studi dell'Atlantic Records, dando vita alle versioni acustiche di Happy, Forget, Froot, I'm a Ruin e Blue e dicendo, in una relativa intervista, che il suo obiettivo è proprio quello di rendere fruibile a tutti il nuovo progetto musicale..
Il 29 gennaio Marina realizza una chat-live (FAQin'Hell Q&A) nella quale risponde ad alcune domande poste alla cantante su Twitter dai suoi fan. È qui che l'artista parla del rapporto e delle differenze che intercorrono tra Electra Heart e Froot, delle canzoni più difficili e più 'dance' del corrente progetto, del modo in cui il personaggio di Electra è stato "ucciso", delle canzoni preferite da Marina nel nuovo album e di ciò che esso esprime per lei.
Il quarto singolo pubblicato per i fan della cantante e per la promozione del nuovo album è stato I'm a Ruin, pubblicato il 2 febbraio (il 22 marzo nel Regno Unito), la canzone ottiene un responso positivo da parte della critica specializzata e riesce a piazzarsi alla posizione nº 2 su iTunes US, la più alta mai raggiunta da Marina fino ad allora; tuttavia, debutta solo alla posizione numero 169 della UK Singles Chart, il secondo posizionamento più alto dopo Primadonna. "I'm a Ruin", presentato per la prima volta a BBC Radio 1, è accompagnato anche da un video, realizzato da Marcus Lundqvist sull'isola di Lanzarote, e da una versione acustica, il cui video è stato girato da Paul Caslin. Poco dopo l'uscita di I'm a Ruin, viene caricato illegalmente sul web l'intero album: questo porterà la cantante ad anticipare l'uscita dell'album di un mese, da aprile a marzo, e a pubblicare sul suo canale web, a pochi giorni dalla pubblicazione di Froot, tutte le tracce.

## Temi, concetti e influenze
(Marina Diamandis per "The Line of Best Fit")

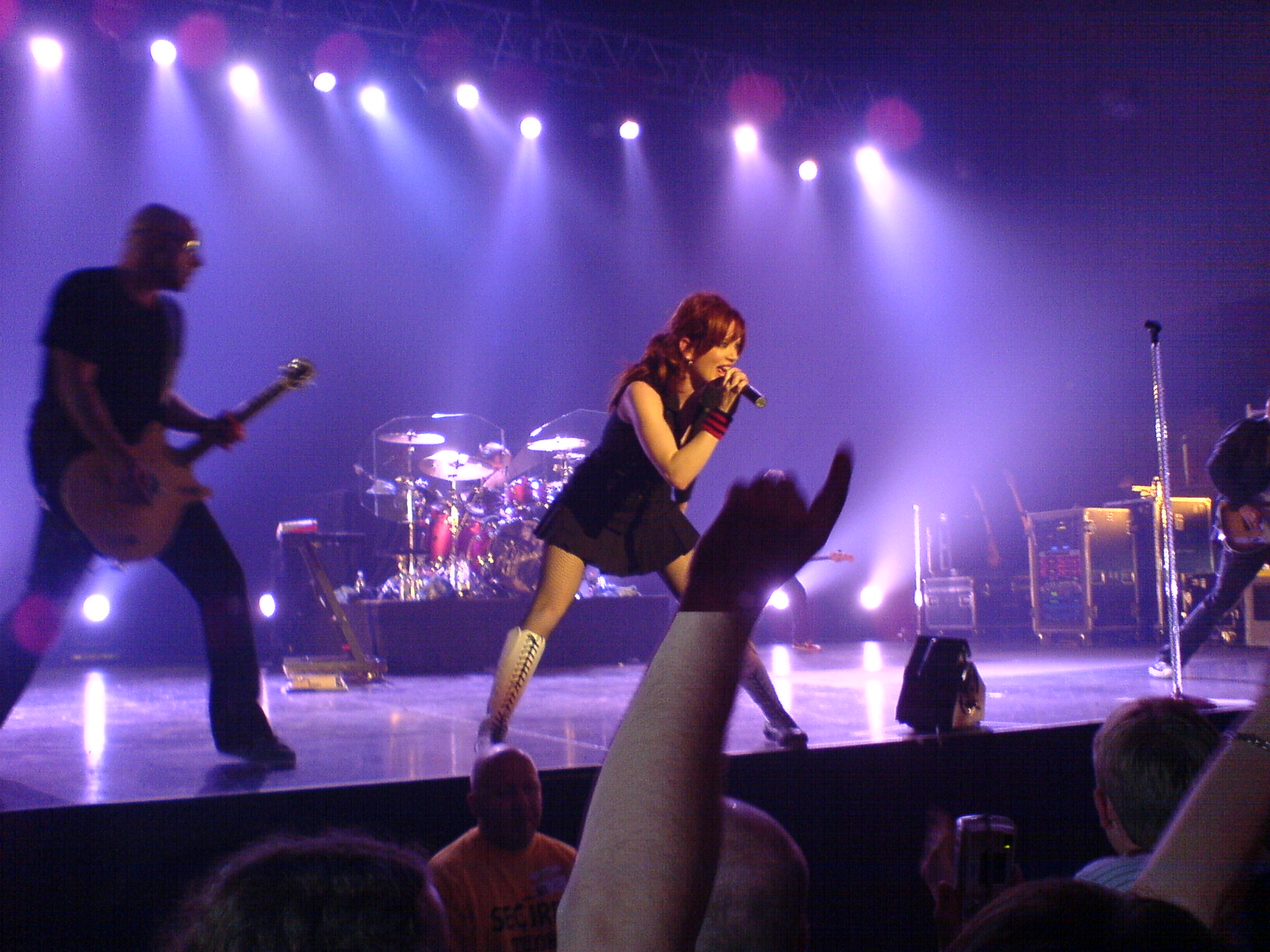
I Garbage sono una delle tre ispirazioni per l'album Froot

Se nell'album precedente le maggiori influenze erano Madonna, Marilyn Monroe e Maria Antonietta, in un'intervista per "The Line of Best Fit" Marina afferma che quelle per Froot sono sicuramente i Cardigans, i Garbage e Brody Dalle. Questo lavoro segna uno sblocco interiore della cantante, che riesce ora ad affrontare tematiche che tra i 18 e i 27 anni la mettevano in difficoltà. È un album dove ci si allontana da quegli aspetti cinici e sarcastici affrontati precedentemente, un lavoro in cui Marina si allontana dalla depressione che l'ha portata a creare Electra Heart, mascherata da una parrucca che ha trasformato l'artista in un'altra donna.
Quindi quello di Froot non è il caso di un lavoro usato per descrivere e allontanarsi con gioia e felicità da uno stato devastante di depressione, ma piuttosto una fase di depurazione, segnata dall'abbandono di pesi passati. Froot è basato su tematiche esattamente opposte rispetto a quelle del precedente album, tanto che metà dell'album è incentrato su una relazione che la cantante ha dovuto stroncare.
"Non è come i soliti testi della musica pop dove si parla degli ex amanti: è qualcosa di più." Diamandis si allontana perciò dai canoni standard dei testi pop, affrontando non tanto gli aspetti passati delle relazioni, bensì le conseguenze emotive interiori che queste hanno portato, i sensi di colpa affrontati, un'introspezione maggiore.
Ci si accorge di un cambiamento radicale solo osservando la produzione del sound delle canzoni e dei testi: se in Electra Heart vediamo un "cast di rotazione" composto dalla Bibbia dei produttori della musica pop che hanno influenzato anche i testi della cantante, in Froot essa stessa prende in mano le redini di tutto, prendendo al suo fianco pochissimi produttori singoli (David Kosten in particolar modo, che ha lavorato con gli Everything Everything e con i Bat for Lashes) che non hanno caratterizzato la stesura dei testi. È un lavoro che rende la cantante più isolata rispetto alla ragazza dei precedenti progetti, un album dove si intravede una maggiore maturità che rende più autonoma a livello artistico Marina.
Una delle tematiche dell'album è la cultura dello stupro, evidentemente nella canzone Savages. Al riguardo, in un'intervista per il Times, Marina ha detto:
Froot è la conferma che la cantante è una vera artista, ossia colei che crea autonomamente la musica e i testi per le sue canzoni, senza l'ausilio di nessuno, se non di un singolo produttore musicale (David Kosten). Al riguardo, sempre al Times, la cantautrice gallese ha dichiarato:
Altro cambiamento fondamentale è la modalità di registrazione. Mentre i due precedenti album erano basato su una registrazione basata su strumentalizzazioni elettroniche in studio di registrazione, Froot é composto al 70% da materiale eseguito dal vivo e al 30% da materiale prodotto dallo studio di registrazione. Per tutte le canzoni, infatti, è stata usata la medesima band, più l'aiuto di Jason Cooper (il batterista dei Cure), e di un chitarrista dalla band britannica Everything Everything.

## Tracce
Testi di Marina Diamandis.
1. Happy – 4:03
2. Froot – 5:31
3. I'm a Ruin – 4:32
4. Blue – 4:14
5. Forget – 4:09
6. Gold – 4:14
7. Can't Pin Me Down – 3:25
8. Solitaire – 4:37
9. Better Than That – 4:36
10. Weeds – 4:07
11. Savages – 4:16
12. Immortal – 5:21

Durata totale: 53:05

## Promozione
Come i suoi due precedenti album, anche questo verrà pubblicizzato dalla cantante stessa tramite web-chat online. Inoltre, a differenza della promozione avvenuta per Electra Heart, ci saranno una serie di esibizioni ad alcuni festival mondiali. Tra i più importanti troviamo il Lollapalooza (tuttavia annullato per un guasto all'aereo che la cantante avrebbe dovuto prendere per giungere in Brasile), il The Governors Ball a New York City, l'SXSW Music Festival ad Austin, il Boston Calling Festival, il Field Trip Music & Arts Festival a Toronto, l'Osheaga Festival a Montréal e infine il Coachella Festival, che si svolgerà per la cantante nel mese di aprile. In un'intervista al The Guardian, Marina ha detto che il suo terzo tour è chiamato Neon Nature Tour, è sarà un connubio tra elettronica e natura.

## Date di pubblicazione
| Paese         | Data          | Etichetta           | Formato                   | Versione                  |
| ------------- | ------------- | ------------------- | ------------------------- | ------------------------- |
| Australia     | 16 marzo 2015 | Warner              | CD, LP, download digitale | Standard, deluxe, box set |
| Nuova Zelanda | 16 marzo 2015 | Warner              | CD, LP, download digitale | Standard, deluxe, box set |
| Germania      | 16 marzo 2015 | Warner              | CD, LP, download digitale | Standard, deluxe, box set |
| Irlanda       | 16 marzo 2015 | Neon Gold, Atlantic | CD, LP, download digitale | Standard, deluxe, box set |
| Regno Unito   | 16 marzo 2015 | Neon Gold, Atlantic | CD, LP, download digitale | Standard, deluxe, box set |
| Stati Uniti   | 16 marzo 2015 | Neon Gold, Atlantic | CD, download digitale     | Standard, deluxe, box set |
| Italia        | 17 marzo 2015 | Warner              | CD, download digitale     | Standard, deluxe          |

## Critica
Froot riceve ottimi giudizi critici, ottenendo da Metacritic un punteggio pari a 77 su 100, basato su 9 recensioni professionali. Martin Townsend del "Sunday Express" si complimenta con la cantante per il suo pop enigmatico, con sfaccettature r'n'b e pop, sempre coinvolgente, che richiama alla mente l'era True-blue di Madonna. Michael Cragg osserva che il pop dell'album è coeso e affascinante, e che l'album contiene moltissime hit profonde e introspettive. Sarah Jamieson di DIY descrive l'album come il gioiello della corona della cantante, come un qualcosa di selvaggio e intrigante.
Isabella Biedeharn di Entertainment Weekly scrive che la tonalità e il timbro vocali della cantante in questo nuovo progetto sono cambiati in maniera eccezionale: la sua voce oscilla da un voluttuoso timbro da contralto a svolazzanti sonorità da soprano in un colpo solo; ha inoltre descritto l'album come "divertente, [...] con battute realizzate in modo compiaciuto [...] e con uno spumeggiante beat.
Tony Clayton-Lea del The Irish Times ha applaudito la diversità delle disposizioni del record, notando che variano dalla musica disco a musica quasi rock, tutto comunque situato su un piano pop straordinario e singolare. Matt Collar di AllMusic dice che Froot è un album di raccordo tra il debutto con The Family Jewels, allettante e alquanto femminista, ed Electra Heart, più elettronico e pop, il tutto più coeso e maturo.
Laurence Day del "The Line of Best Fit " ha scritto che questo è uno dei più complessi album degli altumi anni, caratterizzato da un'antologia di astuti nichilismi e discussioni esistenziali.
Rory Cashin di State ha ritenuto che l'album è "molto più mirato" del suo predecessore, e ha descritto la Diamandis come un' "estranea, emotiva e intelligente, che ha saputo articolare perfettamente quei pensieri strani e quelle reazioni che tutti noi abbiamo, ma che nessuno ammette mai di avere". Ha concluso affermando che "con Froot, abbiamo avuto modo di conoscere un po' meglio di Marina, e attraverso questo, riusciamo a conoscere meglio anche noi stessi."
Invece, Lisa Wright di Digital Spy ha dato una recensione moderata e ha notato un problema di identità nell'album: "c'è molto in Froot da amare, e impossibile avere antipatia per molte canzoni, ma con tre album è ancora difficile vedere dove Marina si colloca di preciso nello schema pop".
Caroline Sullivan del The Guardian chiama Froot "un record di alti e bassi intensi", che comprendono "una gamma di stili che non sempre aderiscono bene"; tuttavia ha sottolineato che il mondo della Diamandis è decisamente intrigante.
SentireAscoltare ha valutato l'opera con un punteggio pari a 6.3 su 10, scrivendo che "Marina ha chiuso con le maschere (Electra Heart) per trovare se stessa ed esporsi completamente, ma non è riuscita a inquadrare del tutto l’unione della componente poetica e melodica del progetto, forse presa dallo struggling emotivo e dall’urgenza emozionale di Froot. Annotiamo, nel frattempo, un buon salto di qualità."
Giulia Quaranta di OndaRock ha dato una recensione piuttosto intermedia dell'album della cantante, affermando che Marina non è più accattivante come nel primo album: 
Persino la sua sempre potente vena nella scrittura si è appiattita, se escludiamo i singoli di cui abbiamo già parlato. Savages, che fa placidamente il verso all’esordio della cantautrice, è solo uno spiraglio silenzioso. Pezzi icastici, ironici ed eccentrici come Oh no!, Hollywood e Guilty non sono mai stati così lontani. Non basteranno l’eccentricità retrò di Gold, né la raffinatezza fosca e pensosa della conclusiva Immortal - che richiama a tratti Lana Del Rey - né l’innegabile meticolosità impiegata nel produrre questo lavoro, a salvare Froot da una propensione anemica e solipsistica, che annoia l’ascoltatore gettandolo in un mood solo apparentemente raffinato e ricercato.
E se i brani migliori sono stati bruciati proponendoli come singoli (dalla freschezza di Froot alla malinconia speranzosa di Happy, splendida nella versione live acustica pubblicata sul canale YouTube della cantautrice), tutto il resto è uno sciocco reiterare di cliché pop e sterili melodie che si impongono facilmente nella mente e si dimenticano con altrettanta rapidità.
Non sempre la maturità porta con sé i frutti migliori.»
(Il sito di musica OndaRock riguardo Froot)

## Classifiche
Froot, nella sua prima settimana di disponibilità, vende globalmente quasi 70.000 unità, divenendo l'undicesimo album più venduto in quella settimana, di cui circa 46.000 nei soli Stati Uniti. È inoltre il primo album della cantante a debuttare nella classifica italiana degli album. Nella seconda settimana, l'album crolla nella Billboard 200 di quasi cento posti, passando dalla posizione numero 8 alla 96 e vendendo circa 7.000 copie. Nella UK Albums Chart, Froot perde ben 34 posizioni, classificandosi 44º.
| Classifiche (2015)       | Posizione massima |
| ------------------------ | ----------------- |
| Australia                | 12                |
| Austria                  | 38                |
| Belgio (Fiandre)         | 92                |
| Belgio (Vallonia)        | 61                |
| Canada                   | 6                 |
| Finlandia                | 19                |
| Francia                  | 78                |
| Germania                 | 24                |
| Irlanda                  | 4                 |
| Italia                   | 68                |
| Norvegia                 | 31                |
| Nuova Zelanda            | 12                |
| Paesi Bassi              | 21                |
| Regno Unito              | 10                |
| Regno Unito (Digital)    | 3                 |
| Regno Unito (Physical)   | 16                |
| Regno Unito (Update)     | 6                 |
| Regno Unito (Streaming)  | 28                |
| Scozia                   | 9                 |
| Spagna                   | 27                |
| Stati Uniti              | 8                 |
| Stati Uniti (digital)    | 4                 |
| Stati Uniti (tastemaker) | 21                |
| Svezia                   | 48                |
| Svizzera                 | 10                |

## Premi e riconoscimenti
"PAPER Magazine" inserisce l'album tra i migliori 10 lavori discografici che ci perseguiranno nel 2015; "Digital Spy" invece lo colloca alla tredicesima posizione tra i 20 album più aspettati. Nella lista delle "52 ragioni per le quali il 2015 sarà il migliore anno musicale", stilata da "Buzzfeed", troviamo, sempre alla tredicesima posizione, Froot.
| Organizzazione       | Nomination                                               | Posizione |
| -------------------- | -------------------------------------------------------- | --------- |
| PAPER Magazine       | 10 album che ci perseguiteranno nel 2015                 | N.D.      |
| Digital Spy          | 20 album più attesi del 2015                             | #13       |
| Buzzfeed             | 52 ragioni per cui il 2015 sarà il miglior anno musicale | #13       |
| Buzzfeed             | ""23 Of The Most Gut-Wrenching Break Up Songs From 2015" | #17       |
| Entertainment Weekly | I migliori 40 album del 2015                             | #25       |
| PopCrush             | I migliori 12 album del 2015                             | N.D.      |
| PopCrush             | I migliori 12 singoli del 2015 (Blue)                    | N.D.      |
| PopCrush             | Migliori testi del 2015 (Immortal)                       | N.D.      |
| Tumblr               | Album più rebloggati                                     | #5        |
| Fuse                 | I migliori 20 album del 2015                             | #16       |
| Idolator             | I migliori 15 album del 2015                             | #6        |
| Spin                 | I migliori 25 album pop del 2015                         | #19       |
| BreatheHeavy         | I migliori 20 album del 2015                             | #20       |
| PopJustice           | Top 45 del 2015 (I'm a Ruin)                             | #13       |
| PopJustice           | I migliori 33 album del 2015                             | #2        |
| Billboard            | Le 25 migliori copertine degli album del 2015            | N.D.      |
| Chron                | 10 memorabili show del 2015 (Neon Nature Tour)           | #3        |
| UQMusic              | I migliori 20 album del 2015                             | #5        |
| Metacritic           | Gli album del 2015 più apprezzati dagli ascoltatori      | #3        |
| MTV IGGY             | Uno dei migliori album del 2015                          | N.D.      |